# Bogdan Vidojković
Bogdan Vidojković (serbisch-kyrillisch Богдан Видојковић; * 26. Februar 2003 in Belgrad, Serbien und Montenegro) ist ein serbischer Hürdenläufer, der sich auf die 110-Meter-Distanz spezialisiert hat.

## Sportliche Laufbahn
Erste internationale Erfahrungen sammelte Bogdan Vidojković im Jahr 2020, als er bei den U20-Balkan-Meisterschaften in Istanbul in 14,38 s die Silbermedaille über 110 m Hürden gewann und sich mit der serbischen 4-mal-100-Meter-Staffel in 42,32 s ebenfalls die Bronzemedaille sicherte. Zudem belegte er mit der 4-mal-400-Meter-Staffel in 3:26,77 min den vierten Platz. Im Jahr darauf belegte er bei den U20-Balkan-Hallenmeisterschaften in Sofia in 8,29 s den vierten Platz über 60 m Hürden und im Juni gewann er bei den U20-Balkan-Meisterschaften in Istanbul in 14,26 s die Silbermedaille über 110 m Hürden und entschied im 200-Meter-Lauf in 21,88 s das B-Finale für sich. Zudem wurde er mit der 4-mal-100-Meter-Staffel disqualifiziert. Anschließend schied er bei den U20-Europameisterschaften in Tallinn mit 14,25 s in der ersten Runde über 110 m Hürden aus, wie auch bei den U20-Weltmeisterschaften in Nairobi mit 14,18 s. 2022 wurde er bei den Balkan-Hallenmeisterschaften in Belgrad über 60 m Hürden disqualifiziert und im August belegte er bei den U20-Weltmeisterschaften in Cali in 13,81 s den siebten Platz über 110 m Hürden. 2023 wurde er bei der 2. Liga der Team-Europameisterschaft im Rahmen der Europaspiele in Chorzów in 13,98 s Vierter über 110 m Hürden und anschließend schied er bei den U23-Europameisterschaften in Espoo mit 14,26 s im Halbfinale aus. Zudem gelangte er bei den Balkan-Meisterschaften in Kraljevo mit 14,04 s auf den zehnten Platz. Im Jahr darauf belegte er bei den Balkan-Hallenmeisterschaften in Istanbul in 7,89 s den fünften Platz über 60 m Hürden und begann ein Studium an der University of Arizona in den Vereinigten Staaten.
2025 wurde er bei der 2. Liga der Team-Europameisterschaft in Maribor in 40,02 s Sechster A-Lauf über 4-mal 100 Meter und anschließend schied er bei den U23-Europameisterschaften in Bergen mit 14,38 s in der ersten Runde über 110 m Hürden aus.
2023 wurde Vidojković serbischer Meister im 110-Meter-Hürdenlauf und 2024 Hallenmeister über 60 m Hürden. Zudem wurde 2022 und 2023 Hallenmeister in der 4-mal-200-Meter-Staffel und 2023 auch in der 4-mal-400-Meter-Staffel.

## Persönliche Bestzeiten
- 110 m Hürden: 13,85 s (+1,0 m/s), 27. Mai 2023 in Budapest
  - 60 m Hürden (Halle): 7,88 s, 18. Februar 2024 in Belgrad